# Wikimania

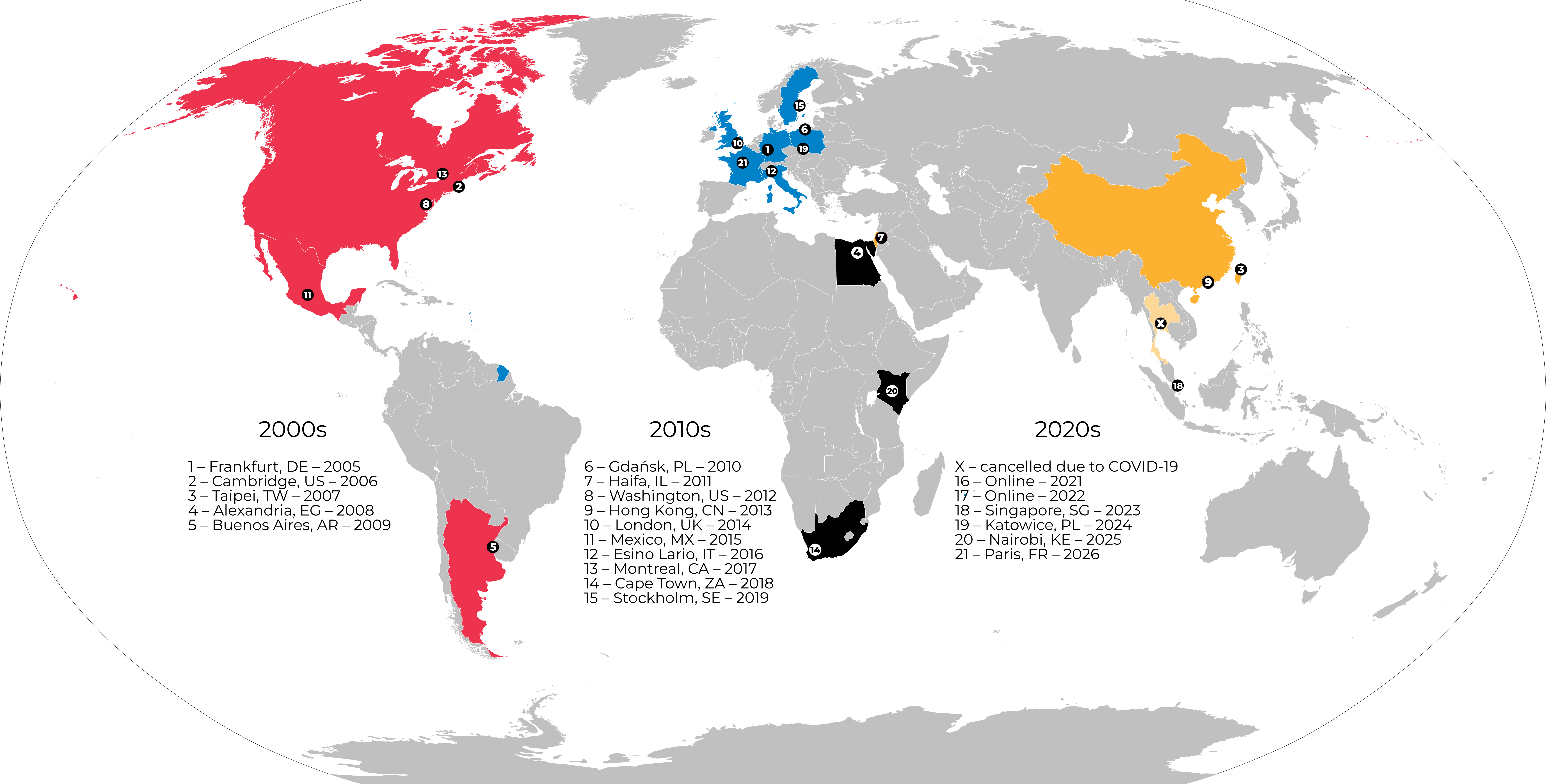
Lokalizacje Wikimanii

Wikimania – doroczna konferencja dla edytorów, użytkowników i osób w inny sposób zainteresowanych projektami wiki prowadzonymi przez Wikimedia Foundation.
Pierwotnie konferencja była skierowana wyłącznie do użytkowników, programistów i osób w bezpośredni sposób związanych z Wikipedią i jej siostrzanymi projektami. Z czasem konferencja stała się zorientowana na cały szeroko rozumiany ruch wolnej kultury i wolnego oprogramowania, a w trakcie obrad zaczęto omawiać problemy związane z wolnością, współpracą w internecie, a także możliwością wykorzystywania zasobów i doświadczeń związanych z prowadzeniem stron typu wiki w nauce i biznesie.

## Edycje
| Logo                                                      | Edycja         | Data           | Miejsce             | Uczestnicy | Dokumentacja                  |
| --------------------------------------------------------- | -------------- | -------------- | ------------------- | ---------- | ----------------------------- |
|                                                           | Wikimania 2005 | 5–7 sierpnia   | Frankfurt nad Menem | 380        | prezentacje, wideo            |
|                                                           | Wikimania 2006 | 4–6 sierpnia   | Cambridge           | 400        | prezentacje, wideo            |
|                                                           | Wikimania 2007 | 3–5 sierpnia   | Tajpej              | 440        | galeria na Commons            |
|                                                           | Wikimania 2008 | 17–19 lipca    | Aleksandria         | 650        | abstrakty, prezentacje, wideo |
|                                                           | Wikimania 2009 | 26–28 sierpnia | Buenos Aires        | ok. 550    | prezentacje, wideo            |
|                                                           | Wikimania 2010 | 9–11 lipca     | Gdańsk              | ok. 500    | prezentacje                   |
|                                                           | Wikimania 2011 | 4–7 sierpnia   | Hajfa               | 720        | prezentacje, wideo            |
|                                                           | Wikimania 2012 | 12–14 lipca    | Waszyngton          | 1400       | prezentacje, wideo            |
|                                                           | Wikimania 2013 | 9–11 sierpnia  | Hongkong            | 700        | prezentacje, wideo            |
|                                                           | Wikimania 2014 | 8–10 sierpnia  | Londyn              | 1762       | prezentacje, wideo            |
|                                                           | Wikimania 2015 | 17–19 lipca    | Meksyk              | 800        | prezentacje, wideo            |
|                                                           | Wikimania 2016 | 24–26 czerwca  | Esino Lario         | 1200       | prezentacje, wideo            |
|                                                           | Wikimania 2017 | 11–13 sierpnia | Montreal            | 1000       | prezentacje, wideo            |
|                                                           | Wikimania 2018 | 20–22 lipca    | Kapsztad            | ponad 700  | prezentacje, wideo            |
|                                                           | Wikimania 2019 | 16–18 sierpnia | Sztokholm           | ponad 800  | prezentacje, wideo            |
| 2020: Wikimania nie odbyła się z powodu pandemii COVID-19 |                |                |                     |            |                               |
|                                                           | Wikimania 2021 | 13–17 sierpnia | on–line             | –          | prezentacje, wideo            |
|                                                           | Wikimania 2022 | 11–14 sierpnia | on–line             | –          | prezentacje, wideo            |
|                                                           | Wikimania 2023 | 16–19 sierpnia | Singapur            | 671        | prezentacje, wideo            |
|                                                           | Wikimania 2024 | 7–10 sierpnia  | Katowice            | –          | –                             |

### 2005
Pierwsza konferencja odbyła się we Frankfurcie nad Menem w Niemczech, w sierpniu 2005 roku. Badacze i prelegenci przedstawili prace naukowe i badania dotyczące Wikipedii i innych projektów Wikimedia Foundation, wiki jako zjawiska kulturowego i informatycznego, a także o ruchu wolnej wiedzy. W programie znajdowały się prezentacje, warsztaty i szkolenia dające przegląd obecnego stanu badań nad projektami wiki i wolnej wiedzy.

### 2006
Druga konferencja odbyła się na Harvard Law School w Cambridge koło Bostonu, w stanie Massachusetts w Stanach Zjednoczonych, w dniach 4–6 sierpnia 2006.
W konferencji uczestniczyło ponad 400 osób z kilkudziesięciu krajów. Polska posiadała stosunkowo liczną, 6-osobową reprezentację. 2 osoby z Polski, Piotr Gawrysiak i Piotr Konieczny, miały 30 minutowe prezentacje.
Przed Wikimanią, 1–3 sierpnia, na MIT Media Lab miały miejsce tzw. Hacking Days, czyli spotkanie osób zainteresowanych rozwijaniem oprogramowania MediaWiki, na którym dyskutowano nad kierunkami jego rozwoju i sposobami koordynacji działań programistów.
Bezpośrednio po zakończeniu Wikimanii, na Uniwersytecie Harvarda, odbyła się krótka, jednodniowa konferencja Citizen Journalism, która formalnie była osobną imprezą, ale w której uczestniczyło też wiele osób związanych projektami Wiki.

### 2007

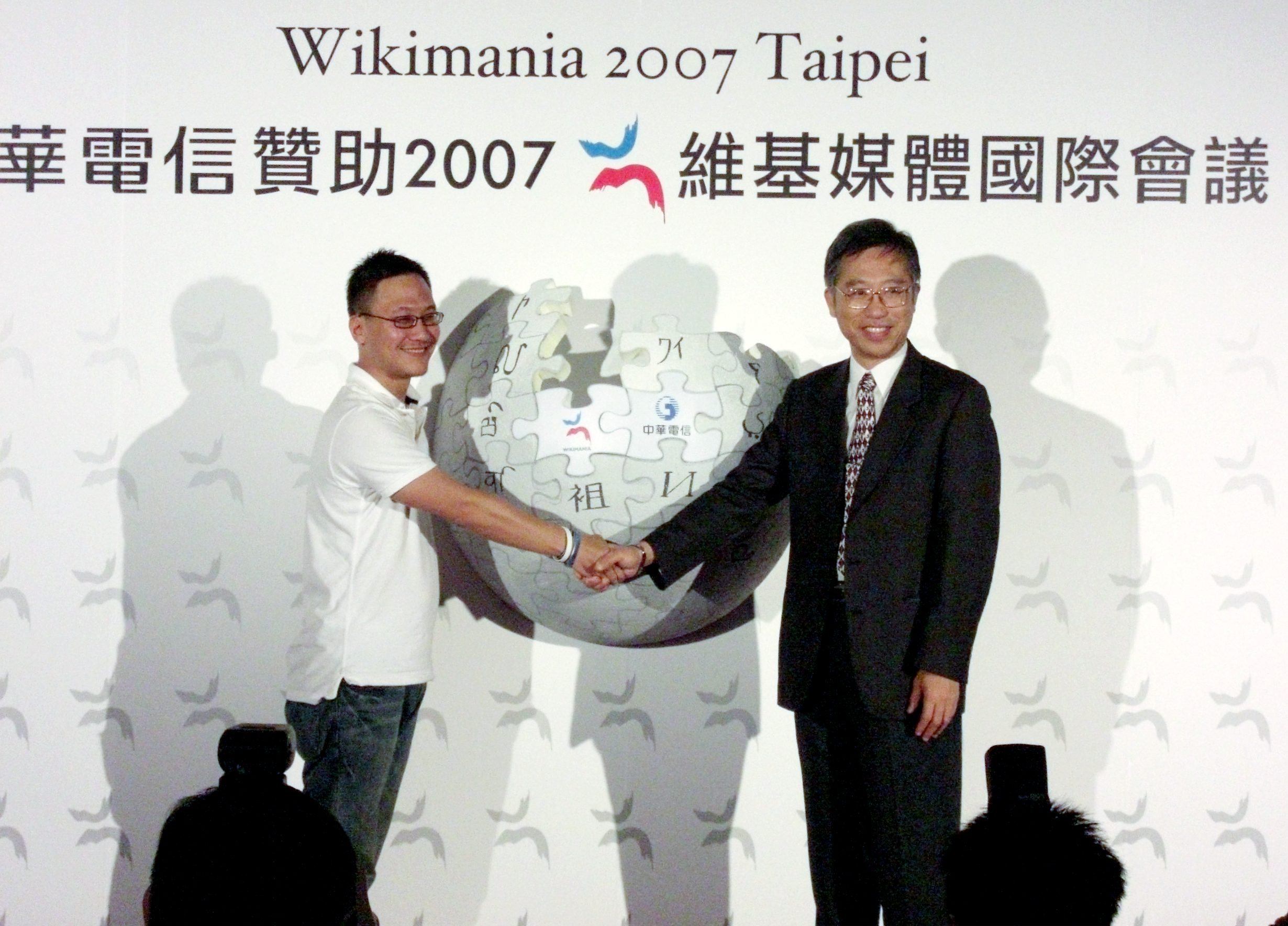
Wikimania 2007 w Tajpej

Wikimania 2007 odbyła się w Tajpej na Tajwanie w dniach 3–5 sierpnia 2007. Była pierwszą na której przeprowadzono szkolenie dla wolontariuszy edytujących Wikipedię.
3 sierpnia Noam Cohen, reporter „New York Timesa”, relacjonował: „Konferencja ściągnęła około 440 uczestników, z czego tylko trochę ponad połowa jest z Tajwanu, którzy chcą zanurzyć się w ideach i zagadnieniach które pojawiły się w toku prac nad encyklopedią tworzoną przez wolontariuszy. Wykłady i seminaria dotyczyły tak żywotnych kwestii jak: „pokojowa współpraca”, czy też jak uwiarygodnić projekt tworzony również przez anonimowych redaktorów”.

### 2008
Wikimania 2008 odbyła się na Bibliotheca Alexandrina w Aleksandrii w Egipcie w dniach 17–19 lipca.

### 2009
Wikimania 2009 odbyła się w dniach 26–28 sierpnia w Buenos Aires w Argentynie.
Podczas konferencji wystąpienia swoje mieli m.in.: Richard Stallman, Jimmy Wales, Sue Gardner, Florence Devouard, Melissa R. Hagemann i Jan-Bart de Vreede. Odbyły się również panele dyskusyjne podzielone na pięć działów: komunikacja, treść, Ameryka Łacińska, technologia i edukacja.

### 2010–2019
Wikimania 2010 odbyła się w Polsce, w Gdańsku w dniach 9–11 lipca 2010. Impreza miała miejsce w gmachu Filharmonii Bałtyckiej. W trakcie tej Wikimanii odbył się specjalny koncert poświęcony pamięci Władysława Szpilmana oraz premiera filmu Truth in Numbers?
Wikimania 2011 miała miejsce w Hajfie w Izraelu.
W 2012 Wikimania odbyła się w Waszyngtonie; była to druga konferencja Wikimania w Stanach Zjednoczonych.

Wikimania w roku 2013 zorganizowana została przez stowarzyszenie Wikimedia Hong Kong. Odbyła się w dniach 7–11 sierpnia na Hong Kong Polytechnic University. 
Wikimania 2014 odbyła się w dniach 8–10 sierpnia w Barbican Centre w Londynie. W konferencji wzięło udział ok. 1800 osób z 68 krajów świata.

### 2020–2022
Wikimania 2020 miała odbyć się w Bangkoku, jednak została odwołana z powodu trwającej pandemii COVID-19. Wikimania 2021 odbywała się zdalnie w dniach 13–17 sierpnia, a Wikimania 2022 w dniach 11–14 sierpnia.

### 2023

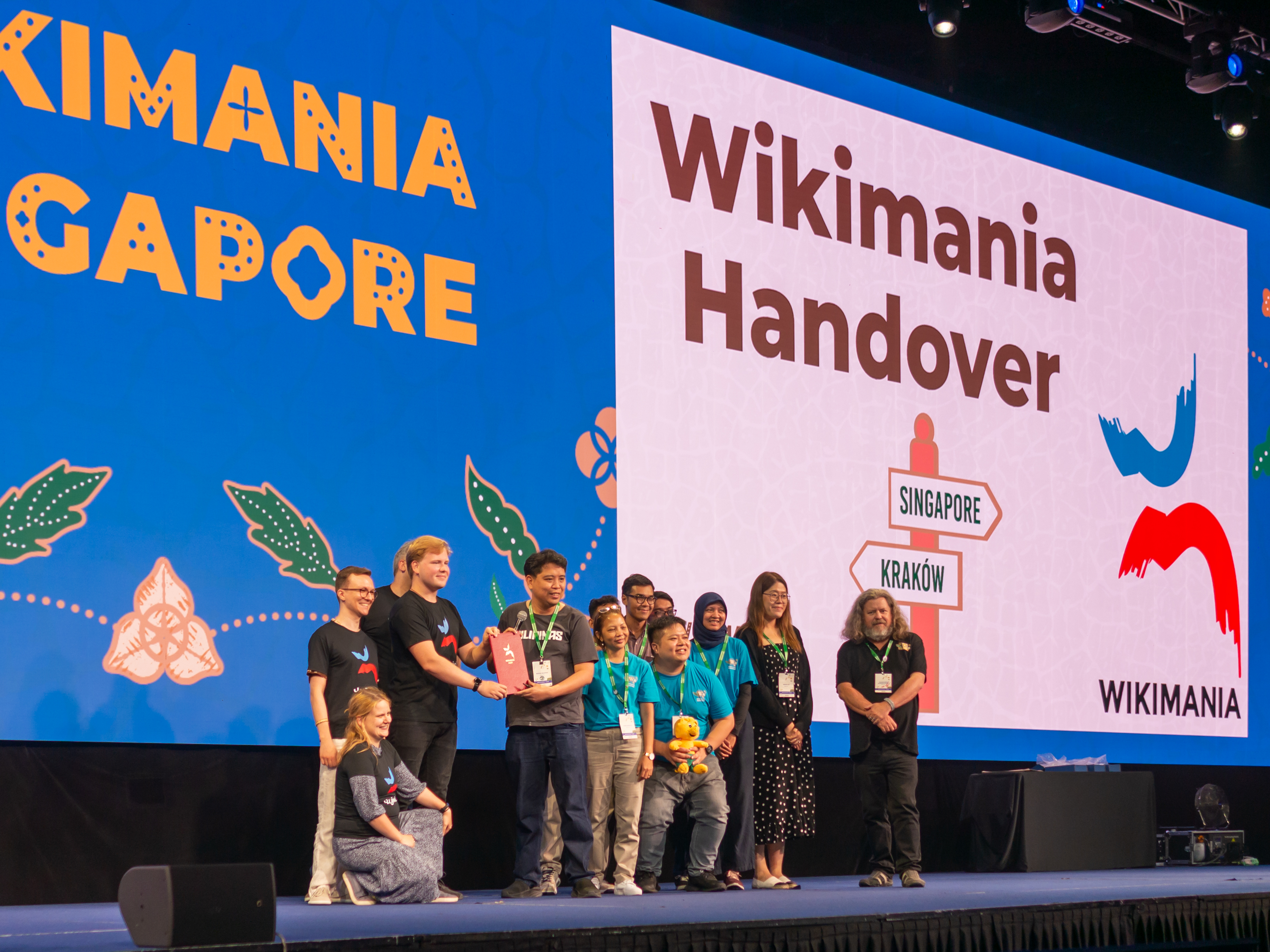
Ceremonia przekazania Wikimanii pomiędzy zespołami z Singapuru (2023) i Polski (2024)

Wikimania 2023 odbyła się w Singapurze w dniach 16–19 sierpnia. Wzięło w niej udział 671 osób oraz ponad 1500 uczestników zdalnych.

### 2024
W marcu 2023 roku ogłoszono, że Wikimania 2024 odbędzie się w Krakowie i będzie organizowana przez międzynarodowy zespół wolontariuszy z regionu Europy Środkowo-Wschodniej.
Była to druga Wikimania w Polsce. Był to także drugi przypadek, gdy Wikimania powróciła do tego samego kraju (poprzednio Wikimania odbyła się w Stanach Zjednoczonych w 2006 i 2012 roku, odpowiednio w Bostonie i Waszyngtonie).
W grudniu 2023 roku poinformowano o przeniesieniu wydarzenia do Katowic i ogłoszono, że odbędzie się w Międzynarodowym Centrum Kongresowym.